# Platja de les Roques d'en Lluc
La platja de les Roques d'en Lluc és una platja urbana de la costa del Maresme, situada al municipi d'Arenys de Mar (Maresme), limitada al nord-est per la platja de la Picòrdia, i pel seu extrem sud-oest per una petita formació rocallosa anomenada la Punta del Canyadell, que la separa de la platja de la Musclera. Té una longitud de 300 m i una amplada mitjana de 30 m, però les seves llargària i amplada són molt variables perquè en funció dels temporals es modifiquen greument les seves dimensions. Està formada de sorra de gra fi i mitjà. No disposa de serveis de vigilància.
El nom d'aquesta platja es va aprovar el 2010, en ser creada per regeneració de sorra, que va colgar les roques que li donen nom. Tanmateix, els temporals d'hivern fan desaparèixer la platja, que es torna a regenerar a la primavera o per noves aportacions de sorra a l'estiu.